# Avgodectes
Avgodectes is een geslacht van uitgestorven pterosauriërs, behorend tot de Pterodactyloidea, dat leefde tijdens het Vroeg-Krijt in het gebied van het huidige China.
In 2004 maakten Wang Xiaolin en Zhou Zhonghe de vondst bekend van het eerste bekende pterosauriërembryo met, zoals meestal bij embryo's van de Tetrapoda, een verbeend skelet. Het embryo was zichtbaar in een ei dat 53 millimeter lang en 41 millimeter breed was. Dit verontrustte de amateurpaleontoloog David Peters, wiens vele van de wetenschappelijke consensus afwijkende denkbeelden ook deze omvatten dat pterosauriërs levendbarend zouden zijn en dat de vage beschadigingen in de rots naast echte fossielen, waarvan hij de foto's pleegt te vergroten en bewerken, de afdrukken zouden zijn van echte pasgeboren dieren die alleen door anderen niet kunnen worden waargenomen, laat staan botten achterlaten, doordat hun skelet uit kraakbeen bestaat.
Zoals meestal paste Peters ook deze keer zijn denkbeelden niet aan de feiten, maar de feiten aan zijn denken aan. De vondst verklaarde hij door aan te nemen dat een piepkleine volwassen pterosauriër, een tot nu toe onbekend lid van de Anurognathidae, gefossiliseerd was net op het moment dat hij een pas gelegd dinosauriërei had leeggegeten en dat zo de illusie ontstaan zou zijn van een embryo in een ei.
Nu zou de wetenschappelijke wereld deze al even amusante als onwaarschijnlijke interpretatie naast zich neer hebben gelegd, ware het niet dat Peters de uiterste consequentie uit zijn zienswijze trok en nog hetzelfde jaar de vermeende anurognathide benoemde: Avgodectes pseudembryon. De geslachtsnaam betekent 'eierbijter': omdat de naam Oodectes al bezet was, gebruikte Peters het modern Griekse avgo, 'ei'. De soortaanduiding betekent 'leugenembryo'. Natuurlijk zou geen enkel wetenschappelijk blad een artikel met een dergelijke strekking geaccepteerd hebben, maar voor de geldigheid van namen onder de ICZN is het slechts vereist dat de naam in enige verspreide publicatie gepubliceerd wordt; in dit geval het populair-wetenschappelijke blad Prehistoric Times. Avgodectes werd zo, tot grote ontsteltenis van echte paleontologen, een valide naam.
Het holotype is het embryo: IVPP V13758.
Gedwongen nu wel aandacht aan de zaak te besteden, toonde men aan dat Peters' interpretatie onzinnig was: het embryo heeft precies de mate van verbening die verwacht kon worden en kan niet aan een volwassen dier hebben toebehoord. Een eierrover zou ook niet keurig opgevouwen in de omtrek van een ei terechtgekomen zijn. Het ei heeft daarbij niet de kenmerken van een dinosauriërei.
Peters zelf, in een zeldzame blijk van zelfkritiek, erkende zijn vergissing in 2005, toen er nog een embryo van een pterosauriër gevonden werd, JZMP
03-03-2. Dit behoort waarschijnlijk aan een andere soort toe omdat het ei veel langwerpiger is.
Avgodectes behoorde vrijwel zeker niet tot de anurognathiden maar was wellicht een lid van de Ornithocheiridae. Later werd de soort Yixianopterus uit dezelfde formatie beschreven. Misschien was dat de volwassen vorm maar die connectie kan men niet formeel leggen daar dan deze soort de gehate naam Avgodectes zou krijgen! Gelukkig is het zeer lastig vast te stellen aan welke volwassen vormen embryo's toebehoren.